# Івахнюк Олег Петрович
Оле́г Петро́вич Івахню́к (28 липня 1985, с. Голинь, Калуський район, Івано-Франківська обл. — 11 липня 2024, м. Калуш, Івано-Франківська обл.) — український футболіст. У другій лізі грав за львівські «Карпати-3» в сезонах 2001/02 і 2002/03, а також за «Спартак-2» (Калуш) у сезоні 2003/04.
Закінчив Львівське училище фізичної культури, тренер — Олег Родін. У «Карпатах-3» провів два неповних сезони. Виступав здебільшого під № 6.
Одружений.
Учасник лютневих протистоянь 2014 на Майдані. Учасник воєнних дій на сході України влітку того самого року в складі батальйону «Донбас». 17 липня разом із побратимами брав участь у боях біля міста Попасна (Луганська обл.), а наступного дня хлопці потрапили в засідку. Зазнав поранень трьома кулями в ліву ногу, переніс кільканадцять операцій. Має вогнепальне наскрізне й сліпе кульове та осколкове поранення медіальної поверхні частини лівого стегна, перелом лівої стегнової кістки.
Загалом переніс 22 операції. Далі лікувався в селищі Клевань. Пізніше працював селекціонером у львівських «Карпатах».
На момент початку повномасштабного вторгнення був у Чикаго на лікуванні. 1 березня повернувся в Україну, був волонтером.
Хворів, помер 11 липня 2024 року в лікарні м. Калуш.